# Shirana Shahbazi
Shirana Shahbazi (* 1974 v Teheránu) je íránská konceptuální fotografka působící ve Švýcarsku.

## Život a dílo
Od svých 11 let žila v Německu. Studovala fotografii a design na uměleckých školách Fachhochschule v Dortmundu (1995-1997) a Hochschule für Gestaltung und Kunst v Curychu (1997-2000). Po ukončení studií získala zahraniční stipendia v New Yorku (2002) a v Berlíně (2005). V roce 2000 společně s teoretikem kultury a kritikem Tirdadem Zolghadrem a grafickým designérem Manuelem Krebsem založila umělecký kolektiv SHAHRZAD (ŠEHEREZÁDA). Společně se věnují výstavní činnosti, píší a zveřejňují v různých sbornících, autorských publikacích i knihách literárně-vizuální eseje, ve kterých se zaměřují na aktuální společenské jevy i proměňující se roli umění ve společnosti. V roce 2002 obdržela prestižní mezinárodní cenu Citibank Group Photography Prize za výstavu fotografií Goftare Nik/Good Words (Dobrá slova, 2000-2001). Výstava byla prezentována jako nástěnná mozaika autorčiných vlastních fotografií v kombinaci s jejich kopiemi namalovanými íránskými pouličními malíři. Autorka na nich bez emocí zachytila každodenní situace obyčejných lidí v Teheránu a zaměřila se na zobrazení protikladů současného Íránu.

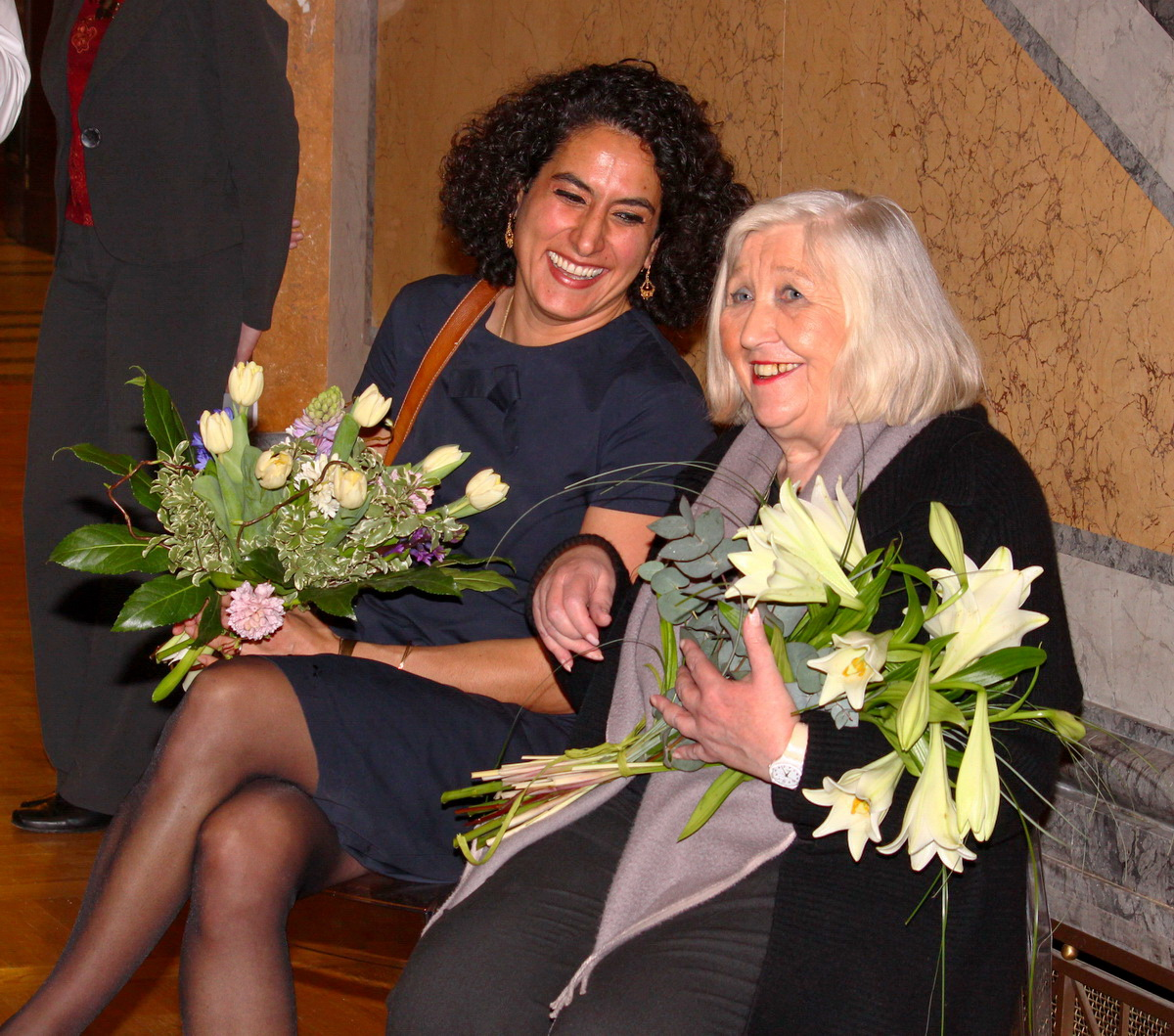
Shirana Shahbazi a Hilla Becher, Galerie Rudolfinum, Praha, 2012

Hlavním tématem předcházející tvorby Shirany Shahbazi bylo fotografické zachycování různých prostředí a životního stylu jejich obyvatel. Fotografovala krajiny a portréty na mnoha místech světa. Tak vznikly soubory Painted Desert, Mir nebo Landschaften, v jejichž souvislosti je zmiňováno její ovlivnění düsseldorfskou školou a tvorbou jejich hlavních představitelů Thomase Ruffa a Thomase Strutha.
V současné době Shirana Shahbazi vytváří barevná a černobílá zátiší z geometrických útvarů nebo předmětů, inspirovaných malbami starých holandských mistrů. Přestože některé její práce působí až uměle, jako by byly vytvořeny počítačovou technikou, není tomu tak. Autorka používá klasický starý fotoaparát a abstraktní obrazce svých děl vytváří v ateliéru z modelů vyrobených z umělé hmoty. Barevná paleta jejích kompozic, způsob kladení ploch světlých i tmavých pastelových odstínů vedle sebe a jejich vzájemné prolínání, odkazují ale na autorčiny íránské kořeny více, než je ona sama ochotna si přiznat. Podle mínění odborníků je barevnost v její tvorbě ovlivněna starými perskými malbami, textilními tkaninami a koberci, stejně jako obrazy současných íránských malířů. Dvě různé kultury, které ovlivňovaly autorčin život jsou zřejmě příčinou její určité melancholie, která se projevuje v některých jejích kompozicích (zátiší s lebkou, mrtvý kohout aj.) Autorka v poslední době zkoumá také možnosti fotografických technik jako v případě tapiserie, na jejíž tkaný povrch je obraz nanesen fotografickou cestou. Další ukázkou nových postupů je velkoplošné černobílé zátiší přemalované  technikou používanou íránskými malíři při vytváření velkoplošných, kreslených reklam. Tímto způsobem spolupracuje se současnými íránskými malíři a výtvarníky a její fotografická tvorba, jako zpětná vazba, tvoří základ pro nově vznikající obrazy, ručně tkané koberce, tapiserie nebo velkoplošné reklamy.
Mezi fotografické události roku patřila i výstava Takže znova/Then Again (2012) v Galerii Rudolfinum, která byla připravena ve spolupráci s Fotomuseem ve Winterthuru a byla prezentována jako protipól souběžně probíhající výstavy prací Bernda a Hilly Becherových. Sama autorka se považuje za obdivovatelku, a v jistém smyslu, i žákyni těchto průkopníků konceptuální fotografie, kteří ovlivnili celou generaci evropských fotografů.
Výstava představila osmnáct převážně velkoformátových fotografií, na kterých autorka zachytila kombinace barevných a černobílých zátiší, někdy doplněných o geometrické útvary a předměty a také zátiší s květinami, ovocem i různými přírodninami, inspirovaná holandskými zátišími 17. století.
Autorka žije a pracuje v Curychu.

## Samostatné výstavy
- 2001, Kunstverein Freiburg, Freiburg
- 2002, Galerie Bob van Osrow, Curych
- 2002, Bonner Kunstverein, Bonn
- 2003, The Museum of Contemporary Photography (MoCP), Chicago, Goftare Nik/Good Words
- 2003, SI Swiss Institute, New York
- 2004, Salon 94, New York, Flowers, Fruits & Portraits
- 2005, Centre d'Art Contemporain, Ženeva
- 2005, Galerie Bob van Osrow, Curych
- 2006, Milton Keynes Gallery, Milton Keynes
- 2006, Sprengel Museum Hannover, Hannover, Mir
- 2007, SI Swiss Institute, New York, Meanwhile
- 2007, Barbican Centre, The Curve Gallery, Londýn, New Commission[2]
- 2008, Galerie Bob van Osrow, Curych, If, then
- 2008, Museum Boijmans van Beuningen, Rotterdam, Still Life with Shells
- 2008, Centre culturel Suisse, Paříž
- 2008, Hammer Museum, Los Angeles, Hammer Project
- 2009, Cardi Black Box, Milán
- 2010, The Breeder, Athény, Reverse Order
- 2011, New Museum of Contemporary Art, New York
- 2011, Fotomuseum Winterthur, Winterthur, Much like Zero
- 2012, Galerie Rudolfinum, Praha, Takže znova/Then Again

## VýstavySHAHRZAD
- 2002, Kusthalle St. Gallen, Svatý Havel, Protest! Respekt!
- 2004, Haus der Kulturen der Welt, Berlín, Far Near Distance
- 2004, Centre d'Art Contemporaine, Ženeva, Ethnic Marketing
- 2005, Kunsthaus Glarus, Glarus, Recreating the Case

## Fotografické publikace a eseje
- Risk is Our Business, Verlag Der Buchhandlung Walther König, 2004, 96 stran, anglicky, ISBN 978-3883757742
- Shahrzad: History, text: Rachid Tehrani, Tirdad Zolghadr, JRP Editions, 2005, 320 stran, anglicky, ISBN 978-3905701500
- Accept the Expected, Walther König, 2006, 104 stran, anglicky, ISBN 978-3883759449
- Meanwhile, text: Kate Bush, Gianni Jetzer, Ali Subotnik, JRP Ringier, 2007, 64 stran, anglicky, ISBN 978-3905829051
- Then Again, text: Urs Stahel, Steidl Publishers, 2011, 160 stran, anglicky, ISBN 978-3869303383

## PublikaceSHAHRZAD
(s Tirdadem Zolghadrem a Manuelem Krebsem)
- SHAHRZAD#1 - Shahrzad, 2002
- SHAHRZAD#2 - Oil, 2002
- SHAHRZAD#3 - The Americas, 2003
- SHAHRZAD#4 - Jamaran 2004

## Ocenění
Kromě mezinárodní ceny Citibank Group Photography Prize, 2002, Londýn, obdržela v letech 2000 - 2004 za přínos výtvarnému umění a kultuře dalších 6 cen v Curychu, Bernu a Berlíně.

## Sbírky
- Fotomuseum Winterthur, Winterthur, Švýcarsko
- Frans Hals Museum, Haarlem, Holandsko
- Heimhaus, Curych, Švýcarsko
- Huis Marseille, Stichting voor fotografie, Amsterdam, Holandsko
- Kunstmuseum Thun, Thun, Švýcarsko
- MUSAC, Museo de Arte Contemporáneo de Castilla y León, León, Španělsko
- Photographer's Gallery, Londýn, Anglie
- Queensland Art Gallery, Gallery of Modern Art, South Brisbane, Austrálie
- Tate Modern, Londýn, Anglie
- The National Museum of Photography, Kodaň, Dánsko